# Gamma Cassiopeiae-variabel
En Gamma Cassiopeiae-variabel (γ Cassiopeiae-variabel) är en typ av variabel stjärna, uppkallad efter prototypen Gamma Cassiopeiae.

## Variabilitet
Gamma Cassiopeiae-variablerna visar oregelbundna förändringar i magnitud över en tidsrymd av decennier och har typiskt amplituder av storleksordning en magnitud. Till exempel är Gamma Cassiopeiae vanligtvis av omkring magnitud 2,5 och har varierat mellan magnitud 1,6 och 3,0. Variationerna är förknippade med förändringar i spektrumet mellan normala absorptionsspektra och spektrum av Be-stjärna, ofta även med skalstjärnegenskaper.
Pleione och Gamma Cassiopeiae är båda variabla stjärnor som har intermittenta skalepisoder där starka skaleffekter uppträder i spektrumet och magnituden ökar eller minskar signifikant. Vid andra tillfällen är skalet inte detekterbart i spektret, och även emissionslinjerna kan försvinna.
General Catalog of Variable Stars (GCVS) kategoriserar Gamma Cassiopeiae-stjärnor som eruptiva variabler och beskriver dem som snabbroterande jättar eller underjättar av spektralklass B, även om många av dem är stjärnor i huvudserien. Detta skiljer dem från de stjärnor som bara visar mindre magnitudvariationer. GCVS använder koden GCAS för att beteckna Gamma Cassiopeiae-variabler.

## Mekanism
Gamma Cassiopeiae-variabler anses vara heta stjärnor som har ekvatoriella stoftskivor som periodiskt försvinner och ändrar form, eller eventuellt bara förändras dramatiskt i omfattning. De är förmodligen alla mycket snabbt roterande och de flesta kan klassificeras som Be-stjärnor. De är ofta också skalstjärnor åtminstone en del av tiden, där skivan ger mycket smala absorptionslinjer utöver de bredare fotosfäriska linjerna och möjliga emissionslinjer. Oavsett om de är skalstjärnor eller ej enligt den snävare definitionen, är perioderna när de har starka skivor och ökad magnitud kända som skalhändelser.

## Exempel på Gamma Cassiopeiae-variabler
- 27 Canis Majoris
- Beta Canis Minoris
- Pleione

| Benämning (namn)    | Stjärnbild   | Upptäckt | Skenbar magnitud (Maximum)[A] | Skenbar magnitud (Minimum)[A] | Magnitudområde | Period | Spektralklass | Kommentar                    |
| ------------------- | ------------ | -------- | ----------------------------- | ----------------------------- | -------------- | ------ | ------------- | ---------------------------- |
| Gamma Cassiopeiae   | Cassiopeja   |          | 1m.6                          | 3m.0                          | 1,4            |        | B0.5 IVe      | Prototyp-stjärna             |
| Kappa Canis Majoris | Stora hunden |          | 3m.40                         | 3m.97                         | 0,57           |        | B1.5IVne      |                              |
| FW Canis Majoris    | Stora hunden |          | 5m.00                         | 5m.50                         | 0,50           |        |               |                              |
| Lambda Pavonis      | Påfågeln     |          | 4m.00                         | 4m.26                         | 0,26           |        | B2II-IIIe     |                              |
| Fi Persei           | Perseus      |          | 3m.96                         | 4m.11                         | 0,15           | 19,5 d | B2Vpe         |                              |
| Psi Persei          | Perseus      |          | 4m.17                         | 4m.36                         | 0,19           |        | B5III-Vne     |                              |
| X Persei            | Perseus      |          | 6m.03                         | 7m.0                          | 0,97           |        | B0Ve          | Även en röntgendubbelstjärna |

| A (skenbar magnitud, om inte markerad (B)(= blå) or (p)(= fotografisk)) |